# Рашад Мухаммед
Рашад Мухаммед (фр. Rashad Muhammed, нар. 25 вересня 1993) — французький футболіст, нападник клубу «Сарпсборг 08».

## Ігрова кар'єра
Вихованець клубу «Парі Сен-Жермен», а 2013 року потрапив до бельгійської аматорської команди «Еппегем». Там 2014 року Мухаммеда помітили представники місцевого клубу «Намюр» з четвертого за рівнем дивізіону Бельгії, в якій Рашад провів один сезон.
В березні 2016 року став гравцем норвезького клубу «Флуре», з яким у тому ж році вийшов до другого за рівнем дивізіону країни, де провів ще півроку, а 16 серпня 2017 року перейшов у клуб вищого дивізіону Норвегії «Сарпсборг 08». Станом на 11 грудня 2018 року відіграв за команду із Сарпсборга 13 матчів в національному чемпіонаті.

## Статистика виступів

### Статистика клубних виступів
| Сезон                    | Клуб                     | Чемпіонат                | Чемпіонат | Чемпіонат | Національний кубок | Національний кубок | Національний кубок | Континентальні кубки | Континентальні кубки | Континентальні кубки | Суперкубки | Суперкубки | Суперкубки | Усього | Усього |
| Сезон                    | Клуб                     | Ліга                     | Ігор      | Голів     | Ліга               | Ігор               | Голів              | Ліга                 | Ігор                 | Голів                | Ліга       | Ігор       | Голів      | Ігор   | Голів  |
| ------------------------ | ------------------------ | ------------------------ | --------- | --------- | ------------------ | ------------------ | ------------------ | -------------------- | -------------------- | -------------------- | ---------- | ---------- | ---------- | ------ | ------ |
| 2014–15                  | «Намюр»                  | П (IV)                   | ?         | ?         | КБ                 | 2                  | 1                  | -                    | -                    | -                    | -          | -          | -          | 2+     | 1+     |
| 2016                     | «Флуре»                  | 2Д (ІІІ)                 | 23        | 9         | КН                 | 1                  | 0                  | -                    | -                    | -                    | -          | -          | -          | 24     | 9      |
| 2017                     | «Флуре»                  | 1Д (ІІ)                  | 16        | 3         | КН                 | 4                  | 4                  | -                    | -                    | -                    | -          | -          | -          | 20     | 7      |
| Усього за «Флуре»        | Усього за «Флуре»        | Усього за «Флуре»        | 39        | 12        |                    | 5                  | 4                  |                      | -                    | -                    |            | -          | -          | 44     | 16     |
| 2017                     | «Сарпсборг 08»           | ЕС                       | 0         | 0         | КН                 | 0                  | 0                  | -                    | -                    | -                    | -          | -          | -          | 0      | 0      |
| [2018                    | «Сарпсборг 08»           | ЕС                       | 13        | 0         | КН                 | 3                  | 1                  | ЛЄ                   | 7+6                  | 1+1                  | -          | -          | -          | 29     | 3      |
| Усього за «Сарпсборг 08» | Усього за «Сарпсборг 08» | Усього за «Сарпсборг 08» | 13        | 0         |                    | 3                  | 1                  |                      | 13                   | 2                    |            | -          | -          | 29     | 3      |
| Усього за кар'єру        | Усього за кар'єру        | Усього за кар'єру        | 47+       | 12+       |                    | 10                 | 6                  |                      | 7                    | 1                    |            | -          | -          | 64+    | 19+    |